# Marquesado de Gotia

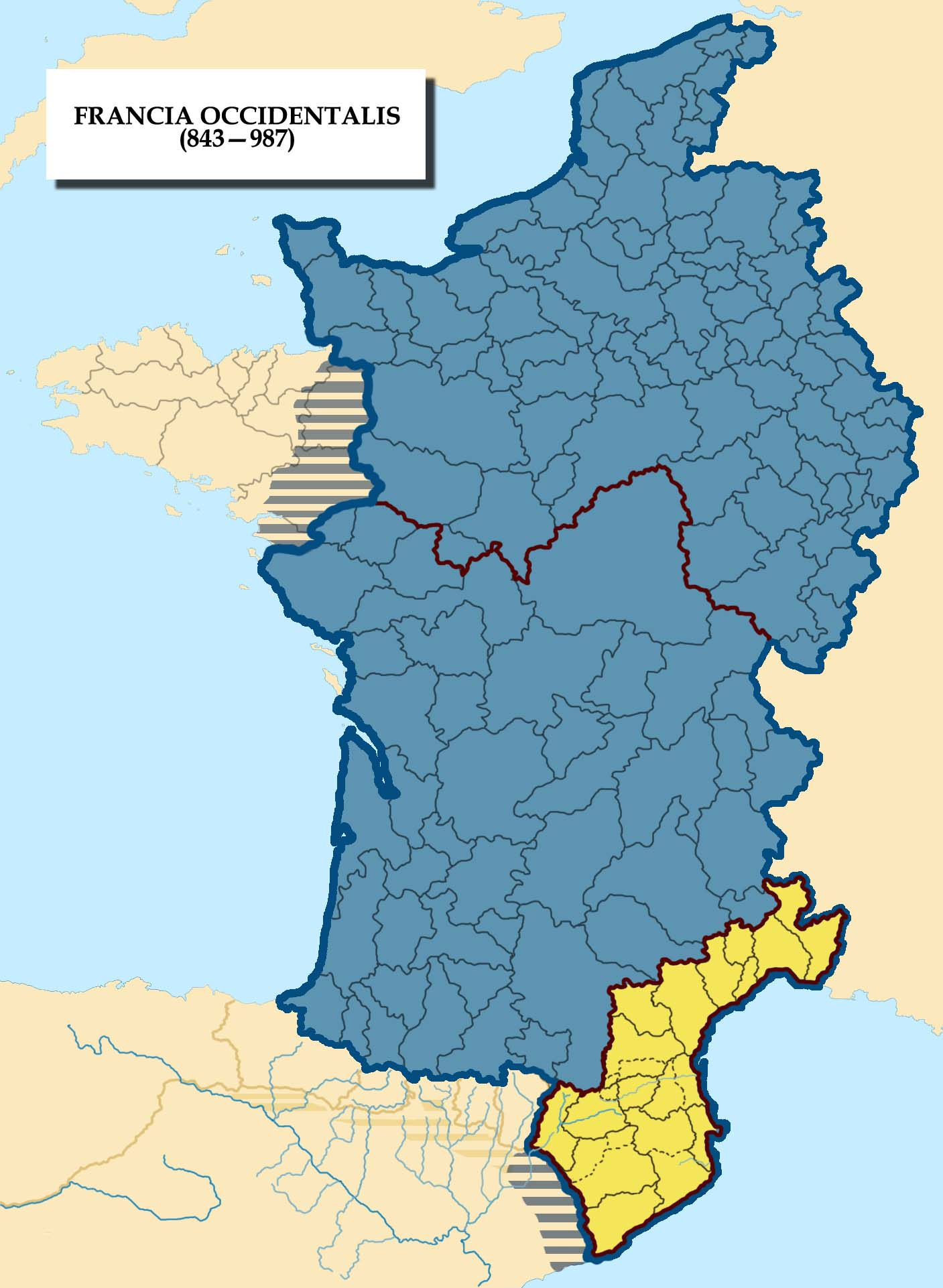
Divisiones de Francia Occidentalis y distinción del marquesado de Gotia.

Marquesado de Gotia es un territorio que comprende el noreste de la península ibérica (parte de la actual Cataluña, España) y continúa al norte de los Pirineos por el suroeste de la actual Francia. En los tiempos de la Marca Hispánica, Gotia (en latín, Gothia) es el nombre que los francos dieron a la región habitada por los godos (visigodos) y que cayó en su poder a partir del 759 hasta la conquista de Barcelona en 801. Se aplicaba tanto a la Septimania como a la hoy llamada Cataluña Vieja.
El nombre de Gotia se usó porque esta zona había sido parte del reino visigodo desde el siglo V y muchos nobles visigodos se habían refugiado en la zona tras la conquista musulmana de la península ibérica.
La Gotia estuvo ocasionalmente regida por duques. El duque (dux) era uno de los condes del territorio que había conseguido regir varios de los condados vecinos; si estos condados eran, además, fronterizos, podía ostentar también el título de marqués (marchio). El último gobernante que ostentó el título de duque de Gotia fue el conde de Barcelona Borrell II.
En el siglo XV algunos humanistas catalanes, en un intento de superar las teorías acerca de un personaje legendario denominado Otger Cataló sobre el origen etimológico de Cataluña, supusieron que esta palabra derivaba del latín Gothia Launia (país o tierra de godos).